# SSC-B Boromo
Saman Sporting Club des Balé ist ein Fußballverein aus Boromo, einer Stadt im westafrikanischen Staat Burkina Faso.
Der Verein, dessen Name Saman auf Dioula ‚Elefant‘ bedeutet, entprang 2005 der Mannschaft Jeunesse Athletic Boromo und trat 2006 dem nationalen Verband bei. 2009 stieg Saman nach einem Durchmarsch aus der drittklassigen Regionalliga in die Première Division auf. Trainer zu Saisonbeginn war Salifou Simporé, er wurde durch Issa Sanogo ersetzt.
Heimspiele werden auf dem Sportplatz der benachbarten Gemeinde Poura ausgetragen.